# Бейли-Гамильтон, Джон, 13-й граф Хаддингтон
Джон Джордж Бейли-Гамильтон, 13-й граф Хаддингтон (англ. John George Baillie-Hamilton, 13th Earl of Haddington; 21 декабря 1941 — 5 июля 2016) — британский пэр и консервативный политик. Он также был фотографом и исследователем паранормальных явлений.

## Происхождение и образование
Родился 21 декабря 1941 года. Единственный сын Джорджа Бейли-Гамильтона, 12-го графа Хаддингтона (1894—1986), и Сары, урождённой Кук (? — 1995). Он получил образование в колледже Амплфорт, Тринити-колледже в Дублине и Королевском сельскохозяйственном колледже.

## Карьера
Джон Бейли-Гамильтон работал фотографом и издавал журнал The Bird Table. Он также сотрудничал с Ливанским советом по туризму и Центром исследований кругов на полях. В 1998 году он основал благотворительную организацию Save Our Songbirds, теперь Songbird Survival.
17 апреля 1986 года после смерти своего отца 44-летний Джон Бейли-Гамильтон унаследовал титулы 13-го графа Хаддингтона (Пэрство Шотландии), 13-го лорда Байреса и Биннинга (Пэрство Шотландии) и 13-го лорда Биннинга (Пэрство Шотландии). Таким образом, он приобрел тогдашнее ассоциированное место в Палате лордов. Его он потерял из-за Закона о Палате лордов 1999 года. Он подал заявку на выборное место, но занял только 91-е место в своем партийном списке.
Джон Бэйли-Гамильтон жил в поместье Меллерстэйн-хаус в Берикшире.

## Семья
19 апреля 1975 года Джон Джордж Бейли-Гамильтон женился первым браком на Пруденс Элизабет Хейлс, дочери Эндрю Резерфорда Хейлса. Первый брак был бездетным, супруги развелись в 1981 году.
2 декабря 1984 года он вторично женился на Джейн Хейворт, дочери Джона Хейворта и Сьюзан Бердер. В браке родилось трое детей, две дочери и сын:
- Джордж Эдмунд Болдред Бейли-Гамильтон, 14-й граф Хаддингтон (род. 27 сентября 1985), единственный сын и преемник отца.
- Леди Сьюзен Мойра Бейли-Гамильтон (род. 15 июля 1988)
- Леди Изобель Джоан Бейли-Гамильтон (род. 16 июня 1990).